# 1月16日
1月16日是公历（平年）年的第16天，离一年的结束还有349天（闰年是350天）。

## 大事记

### 20世紀以前
- 前27年：罗马元老院授予执政官盖乌斯·屋大维「奥古斯都」尊号，象征罗马帝国的开端。
- 378年：蒂卡爾征服鄰邦烏夏克吞。
- 929年：科尔多瓦酋长国埃米尔阿卜杜拉赫曼三世自立为哈里发，建立后奥玛雅王朝。
- 1547年：莫斯科大公国大公伊凡四世在圣母安息主教座堂加冕成为沙皇，建立俄罗斯沙皇国。
- 1581年：英国议会驱逐天主教徒。
- 1605年：西班牙作家米格爾·德·塞萬提斯的小說著作《唐吉訶德》在首都馬德里第一次出版。
- 1809年：半島戰爭：讓·德迪厄·蘇爾特率領的法國軍隊在西班牙加利西亞的科魯尼亞襲擊約翰·摩爾爵士（英语：John Moore (British Army officer)）率領的英國兩棲撤退部隊。

### 20世紀
- 1909年：英国探险家欧内斯特·沙克尔顿率领的考察队成为第一个到达地磁南极的探险队。
- 1916年：中国护国运动：蔡锷率领护国军开始讨伐袁世凯。
- 1916年：同盟國要求荷蘭驅逐逃亡的德國皇帝威廉二世。
- 1917年：德意志帝國發布齊默爾曼電報建議墨西哥應該向美國宣戰，但隨即促使美國決定參與第一次世界大戰。
- 1920年：美國開始執行禁酒令。
- 1920年：在《凡爾賽條約》生效後，以世界和平為宗旨的國際聯盟在法國巴黎召開首次會議。
- 1923年：杨希闵、刘震寰驱逐陈炯明，占领广州，欢迎孙中山重掌大元帅。
- 1934年：中华民国政府军攻占福州，十九路军创建的福建人民政府宣告失败。
- 1944年：二战：艾森豪威尔出任欧洲盟军总司令。
- 1964年：音樂劇《你好，多莉！》在百老匯聖詹姆斯劇院（英语：St. James Theatre）首演，隨後贏得十項東尼獎，這項紀錄保持了37年之久。
- 1969年：苏联首次成功进行宇宙飞船太空对接。
- 1979年：隨著伊朗王國爆發伊斯蘭革命，巴勒維王朝國王穆罕默德-李查·巴勒維流亡埃及。
- 1979年：美國在臺協會成立。
- 1987年：中国共产党中央委员会总书记胡耀邦因反对资产阶级自由化不力而被迫辞职，国务院总理赵紫阳任代总书记。
- 1991年：由聯合國授權組成的多國盟軍針對佔領科威特的伊拉克部隊發動攻勢，波斯灣戰爭爆發。

### 21世紀
- 2001年：刚果民主共和国总统、国防部长、解放刚果民主力量同盟领导人洛朗·卡比拉在总统府遇刺。
- 2006年：利比里亚团结党领袖埃伦·约翰逊·瑟利夫就任总统，为非洲国家首位民选女性总统。
- 2016年：蔡英文當選中華民國第十四屆總統，成為中華民國第一位女總統。
- 2020年：马来西亚首相马哈迪·莫哈末宣佈自己取代教育部长马智礼马烈，兼代教育部长。
- 2021年：中華民國桃園市議員王浩宇罷免案投票。

## 出生
- 972年：辽圣宗耶律隆绪，辽朝及契丹皇帝（1031年逝世）
- 1093年：伊萨克·科穆宁，拜占庭皇帝阿歷克塞一世的第三子
- 1516年：勃印曩，緬甸東吁王朝國王（1581年逝世）
- 1616年：弗朗索瓦·德·旺多姆，法国博福尔公爵（1669年逝世）
- 1688年：允禵，康熙皇帝第十四子，雍正皇帝同嫡之弟，受爵恂勤郡王（1756年逝世）
- 1815年：鍋島直正，日本佐賀藩藩主（1871年逝世）
- 1815年：亨利·韦杰·哈勒克，美國陸軍少將、陸軍總司令（1872年逝世）
- 1821年：约翰·C·布雷肯里奇，美國政治人物，第14任美国副总统（1875年逝世）
- 1836年：弗朗切斯科二世，兩西西里王國末代國王（1894年逝世）
- 1838年：弗朗兹·布伦塔诺，德国哲学家、心理学家（1917年逝世）
- 1844年：伊斯梅尔·捷马利，阿尔巴尼亚政治人物，首任阿尔巴尼亚总统（1919年逝世）
- 1877年：森丑之助，日本博物學家（1926年逝世）
- 1880年：塞缪尔·琼斯，美國男子田徑運動員（1954年逝世）
- 1885年：周作人，中國散文家、文學理論家、評論家、詩人、翻譯家、思想家、民俗學開拓者、新文化運動代表人物（1967年逝世）
- 1885年：米歇爾·普朗歇爾，瑞士數學家（1967年逝世）
- 1893年：東龍太郎，前東京都知事，日本赤十字社社長（1983年逝世）
- 1894年：蓋伊·張伯倫，美國職業美式足球運動員、教練（1967年逝世）
- 1901年：富爾亨西奧·巴蒂斯塔，古巴軍事領導人，第9、12任古巴總統（1973年逝世）
- 1902年：伊利克·里达尔，英国运动员，基督教传教士（1945年逝世）
- 1903年：陳景崧，臺灣醫師（1999年逝世）
- 1904年：奧克·瓦倫奎斯特，瑞典天文學家（1994年逝世）
- 1905年：伊藤整，日本小說家、詩人、文藝評論家、翻譯家（1969年逝世）
- 1908年：陶鑄，中共领导人，曾任中共中央政治局常委、國務院副總理、中央宣傳部部長（1969年逝世）
- 1931年：約翰內斯·勞，第8任德國聯邦總統（2006年逝世）
- 1931年：祈理士，香港律政司
- 1932年：戴安·弗西，美國動物學家（1985年逝世）
- 1933年：苏珊·桑塔格，美國作家、評論家、女權主義者（2004年逝世）
- 1941年：阿南惟茂，日本外交官（2024年逝世）
- 1942年：赵忠祥，中国中央电视台主持人（2020年逝世）
- 1943年：布萊恩·芬尼豪赫，英國作曲家
- 1944年：彼得·費希特爾，德國瓦工，於試圖逃離東柏林時被守衛射殺（1962年逝世）
- 1944年：哈哥普·S·阿基斯卡爾，亞美尼亞裔美國精神科醫師（2021年逝世）
- 1948年：約翰·卡本特，美國電影導演、製片人、編劇、演員、作曲家
- 1948年：克里夫·桑本，加拿大斯诺克运动员
- 1952年：福阿德二世，末代埃及国王
- 1954年：莫滕·梅爾達爾，丹麥化學家，2022年諾貝爾化學獎得主
- 1956年：马丁·乔尔，荷蘭足球教練、前足球运动员
- 1956年：薩阿德丁·奧斯曼尼，摩洛哥政治人物
- 1959年：毕福剑，中國節目主持人
- 1960年：旺凯利尔，马来西亚霹雳州江沙国会议员（2016年逝世）
- 1960年：陳維冠，香港電視劇監製
- 1961年：馬榮成，香港漫画家
- 1963年：日野由利加，日本女性聲優
- 1963年：詹姆斯·梅，英國電視主持人
- 1963年：西蒙·约翰逊，美國經濟學家，2024年諾貝爾經濟學獎得主
- 1965年：雪梨，香港女演員
- 1968年：蘇玉華，香港女演員
- 1974年：姬·摩絲，英國超級名模
- 1977年：杰夫·福斯特，前美國職業籃球運動員
- 1979年：艾莉娅，美國女演員、歌手（2001年逝世）
- 1979年：殷悅，台灣女歌手、演員、主持人
- 1979年：賀集利樹，日本男演員
- 1979年：趙美蘭，加拿大政治人物、律師，現任加拿大外交部長
- 1980年：詹森·巴頓，英國前一級方程式賽車車手
- 1980年：亞伯特·普荷斯，多米尼加棒球運動員
- 1980年：林-曼努爾·米蘭達，美國作曲家、作詞家、歌手、演員、劇作家、製片人、導演
- 1981年：鲍比·萨莫拉，英格蘭足球運動員
- 1982年：通恰伊·桑利，土耳其足球運動員
- 1983年：高伟光，中國演員
- 1983年：埃马努埃尔·波加特茨，奧地利足球運動員
- 1983年：馬文·坎薩林，荷兰男演員
- 1984年：郭碧婷，台灣演員
- 1984年：斯蒂芬·利希施泰納，瑞士足球運動員
- 1985年：李民基，韓國男演員
- 1985年：吉塔拉斯·杨纽瑟维西斯，立陶宛鋼琴家
- 1985年：柏保路·薩巴列達，阿根廷足球運動員
- 1985年：西達夫·馬賀拉，印度男演員
- 1986年：馬克·特朗波，美国棒球运动員
- 1986年：葆拉·帕雷托，阿根廷女子柔道運動員
- 1986年：列圖·薛基拿，瑞士足球運動員
- 1987年：朴柱昊，韩国足球运动員
- 1988年：尼克拉斯·本特納，丹麦足球运动員
- 1991年：賴晏駒，台灣主持人、歌手，台灣知名團體五堅情成員
- 1992年：胡心諾，香港模特兒
- 1993年：朴晟鎮，韓國男子偶像樂團DAY6成員
- 1994年：管櫟，中國男子偶像團體UNINE成員
- 1995年：南野拓實，日本職業足球運動員
- 1996年：金珍妮，韩國女子偶像團體BLACKPINK成員
- 1996年：周琦，中國男籃運動員
- 1997年 :  王柳懿，中国女子花样游泳运动员
- 1997年 :  王芊懿，中国女子花样游泳运动员
- 1998年：夫勝寛，韓國男子偶像團體SEVENTEEN成員
- 2000年：徐傑，中國男籃運動員
- 2001年：張琳艷，中國女子足球運動員
- 2002年：楊培琳，香港女演員
- 2005年：一宮麗，日本女性聲優
- 2009年：羅夏恩，韓國童星
- 生年不詳：湯淺楓，日本女性聲優
- 生年不詳：七海弘希，日本女演員、歌手、聲優

## 逝世
- 991年：平兼盛，日本平安時代歌人（生年不詳）
- 1263年：親鸞，日本鎌倉時代僧人（1173年出生）
- 1710年：東山天皇，日本第113代天皇（1675年出生）
- 1794年：愛德華·吉朋，英國散文家、歷史學家、政治人物（1737年出生）
- 1864年：朝鮮哲宗李昪，朝鮮王朝第25代國王（1831年出生）
- 1879年：奧塔夫·克雷瑪齊，加拿大作家（1827年出生）
- 1891年：莱奥·德利布，法國作曲家（1836年出生）
- 1901年：阿诺德·勃克林，瑞士象征主义画家。（1827年出生）
- 1919年：弗朗西斯科·德·保拉·罗德里格斯·阿尔维斯，巴西政治家，曾任巴西总统（1848年出生）
- 1922年：亨利·布羅卡，法國數學家（1845年出生）
- 1936年：亞伯特·費雪，美國連環殺手（1870年出生）
- 1942年：亞瑟·阿爾伯特，英國陸軍元帥，第一代康諾特和斯特拉森公爵（1850年出生）
- 1942年：卡洛尔·隆巴德，美国女演员（1908年出生）
- 1949年：瓦西里·捷格加廖夫，蘇聯槍械設計師（1880年出生）
- 1957年：阿图罗·托斯卡尼尼，意大利指挥家（1867年出生）
- 1962年：阿爾伯特·威廉·赫爾，美國魚類學家、地衣學家（1868年出生）
- 1976年：裕容齡，中國舞蹈家（1882年出生）
- 2000年：羅伯特·賴斯本·威爾遜，美國物理學家（1914年出生）
- 2001年：洛朗-德西雷·卡比拉，剛果民主共和國政治人物，第3任剛果民主共和國總統（1939年出生）
- 2002年：柯旗化，台灣文學家（1929年出生）
- 2007年：黃永年，中國歷史學家（1925年出生）
- 2014年：羅傑·洛伊德-派克（英语：Roger Lloyd-Pack），英國男演員（1944年出生）
- 2015年：姚贝娜，中国女歌手（1981年出生）
- 2017年：尤金·塞爾南，美國太空人（1934年出生）
- 2018年：乔·乔·怀特 ，美國職業籃球運動員（1946年出生）
- 2019年：于敏，中国核物理学家，有“中国氢弹之父”的称号（1926年出生）
- 2020年：赵忠祥，中国中央电视台主持人（1942年出生）
- 2022年：易卜拉欣·布巴卡爾·凱塔，馬里政治人物，曾任馬里總理和馬里總統（1945年出生）
- 2023年：珍娜·露露布莉姬妲，義大利女演員、攝影記者、雕塑家（1927年出生）
- 2023年：海，中國武術家、演員（1942年出生）
- 2023年：郭宏安，中國翻譯家（1944年出生）
- 2025年：雅克·吉泰，法國男子擊劍運動員（1930年出生）
- 2025年：大卫·林奇，美國導演、編劇、製片人、作曲家、攝影家（1946年出生）

## 节假日和习俗
- 泰國、 緬甸：教師節
- 美国：国家宗教自由日